# Bannadahalli, Nagamangala
Bannadahalli là một làng thuộc tehsil Nagamangala, huyện Mandya, bang Karnataka, Ấn Độ.